# Уголовная политика
Уголовная политика — деятельность государства по защите граждан и общества от преступных посягательств и преступлений в целом. Содержанием уголовной политики является разработка целей и задач, а также выработка средств и методов борьбы с преступностью.
Впервые понятие «уголовной политики» было сформулировано Францем фон Листом в 1888 году в работе «Задачи уголовной политики».
Уголовная политика понимается в трёх значениях:
- Государственная деятельность, выраженная в нормативных актах, определяющих цели, задачи и принципы борьбы с преступностью.
- Особый вид практической государственной деятельности, направленный на реализацию целей, задач и принципов борьбы с преступностью.
- Научная теория о стратегии и тактике борьбы с преступностью.

## Структура уголовной политики
В зависимости от отрасли права уголовная политика структурируется по следующим направлениям:
- криминологическая политика;
- уголовно-правовая политика;
- уголовно-процессуальная политика;
- уголовно-исполнительная политика;
- политика в сфере оперативно-розыскной деятельности;
- административно-правовая политика.

Уголовная политика может осуществляться на различных уровнях:
- Уровни разработки уголовной политики:
  - концептуальный (уровень научных концепций);
  - директивно-политический;
  - законодательный.
- Уровень реализации уголовной политики:
  - управленческий уровень;
  - правоприменительный уровень.

## Цели уголовной политики
Выделяют две группы целей уголовной политики:
- стратегические — обеспечение реальной безопасности общества.
- тактические (ближайшие) — сдерживание преступности и удержание её на социально приемлемом уровне.